# Domesticerande och främmandegörande
Domesticerande och främmandegörande är metoder inom översättning, när det gäller i vilken grad översättare gör en text anpassad till målkulturen (kulturen som tillhör det språk som översättningen görs på). Domesticering är en metod för att få en text att stämma överens med målkulturen, vilket kan innebära att innehåll från källtexten går förlorat. Främmandegörande är en metod för att i högre grad bibehålla källtextens innehåll, och den innebär att medvetet bryta mot målspråkets normer för att bevara källtextens innebörd.  Dessa metoder har diskuterats i hundratals år, men den förste att formulera dem i deras moderna betydelse var Lawrence Venuti, som introducerade dem till ämnet översättningsvetenskap 1995 med sin bok The Translator's Invisibility: A History of Translation .   Venutis bidrag till området var hans mening att dikotomien domesticerande och främmandegörande var ideologisk; han ser främmandegörande som det etiska val översättare bör göra. 

## Teori
I sin bok The Scandals of Translation: Towards an Ethics of Difference från 1988 hävdar Venuti att "domesticerande och främmandegörande handlar om 'frågan om hur mycket en översättning assimilerar en främmande text till det språk och den kultur översättningen görs till, och hur mycket den snarare signalerar skillnader i texten'".
Enligt Lawrence Venuti bör varje översättare se på översättningsprocessen genom kulturens raster, vilket bryter ner källspråkets kulturella normer. Det är översättarens uppgift att förmedla dessa kulturella normer, bevara deras mening och föra över det främmande till målspråkstexten. Varje steg i översättningsprocessen – från urval av utländska texter, till tillämpning av översättningsstrategier och redigering, granskning och läsning av översättningar – färgas av målspråkets kulturella värden.
Han menar att såväl den engelskspråkiga översättningsteorin och praktiken har dominerats av undertryckande, av domesticerande flyt i översättningen. Han kritiserar strängt översättarna för att de minimerar måltextens främmande natur och reducerar de främmande kulturella normerna till målspråkets kulturella värden. Enligt Venuti raderar den domesticerande metoden "med våld" ut källtextens kulturella värden och den skapar därmed en text som om den vore skriven på målspråket och som följer målläsarens kulturella normer. Han förespråkar starkt den främmandegörande metoden, och anser att den utövar "ett etniskt avvikande tryck på [målkulturella] värden för att notera den språkliga och kulturella skillnaden i den utländska texten och skicka läsaren utomlands." En adekvat översättning skulle alltså  lyfta fram källtextens främmande natur, och istället för att låta den dominerande målkulturen assimilera källkulturens skillnader, borde den snarare framhäva dessa skillnader. 